# Peter Hartmeier
Peter Hartmeier (* 17. September 1952) ist ein Schweizer Kommunikationsmanager, -berater, Publizist und Moderator.

## Leben und Wirken
Hartmeier startete seine Karriere als Volontär beim Badener Tagblatt und wechselte dann als Auslandredaktor zur Weltwoche, wo er vor allem über Deutschland schrieb. Anschliessend wechselte er als stellvertretender Chefredaktor und Blattmacher zu den Luzerner Neusten Nachrichten.
Seine erste Führungsposition übernahm er als Chefredaktor des Magazins Politik und Wirtschaft, das nach fünf Jahren mit dem Wirtschaftsmagazin Bilanz fusioniert wurde. Bei Bilanz war er Co-Chefredaktor und Herausgeber. Anschliessend wurde er zum Geschäftsführer des Verlegerverbandes Schweizer Presse (heute: Verband Schweizer Medien) berufen. In dieser Funktion war er für die Interessenvertretung der privaten Schweizer Medienunternehmer verantwortlich. Gleichzeitig entwickelte und moderierte er für den Verband die Schweizer Medienkongresse.
Von 2000 bis 2010 war er für Tamedia tätig: zuerst als Kommunikationschef, dann sieben Jahre als Chefredaktor des Tages-Anzeigers und ein Jahr als Verleger und VR-Präsident der Thurgauer Zeitung.
Von 2010 bis 2013 arbeitete er als Leiter der Unternehmenskommunikation für UBS Schweiz.
Seit 2013 ist Peter Hartmeier Partner und Miteigentümer des Beratungsunternehmens Lemongrass Communications AG in Zürich. Als Publizist widmet er sich Themen aus Politik, Wirtschaft und Kommunikation. Seit 2015 war er Vorsitzender des Publizistischen Ausschusses der AZ Medien. Nach deren Fusion im Jahr 2018 mit den NZZ-Regionalmedien zum Joint Venture CH Media ist er seit 2019 Vorsitzender des Publizistischen Ausschusses von CH Media.